# نافع مصطفى العبوشي
نافع العبوشي فلسطيني (ولد في 1877 في جنين بفلسطين - توفي عام 1929 في فلسطين).

## حياته
كان أحد شخصيات فلسطين الوطنية المرموقة في بداية القرن العشرين حيث كان عضوا في المؤتمر العربي الفلسطيني الأول عام 1919 ، تم انتخابه ممثلا ًعن مدينة جنين مع حيدر عبد الهادي لحضور المؤتمر العربي، الذي بعث برقية إلى مؤتمر السلم العام ضد جعل فلسطين وطنا قوميا لليهود.
كما حضر المؤتمر العربي الفلسطيني السابع المنعقد بالقدس مابين 20 و27 من أغسطس عام 1928.
كما أشار الشاعر برهان الدين العبوشي في مسرحية وطن الشهيد الصادرة عام 1947 إلى دور نافع العبوشي وهو إسداء الرأي السديد؛ وذلك بعدم الالتفات إلى التلهي بالأقوال وإنما السير على طريق واضح؛ أساسه التقوى والاعتماد على القوة التي رمز لها بالحسام:
كما كان عضوا ً في بلدية جنين خلال فترة الحكم العثماني في المدينة.
و مما أورده الراحل محمد عزة دروزة في مذكراته بخصوص المؤتمر الفلسطيني الأول، عن نافع العبوشي «وممن تعرفنا بهم وتواثقنا معهم في المؤتمر نافع العبوشي، وكان ذا مظهر زعامي ومن العناصر المفيدة في المؤتمر، وقد ظلت صداقتنا مستمرة وتعاونا معه في مواقف ومؤتمرات عديدة، وظللنا وظل على ذلك إلى أن توفاه الله».

## المؤتمرات التي شارك بها
-	المؤتمر الفلسطيني الأول المنعقد عام 1919.
-	المؤتمر الفلسطيني الرابع المنعقد عام 1921.
-	عضو في اللجنة الاستشارية لإنشاء المجلس الانتخابي عام 1921.
-	المؤتمر العربي الفلسطيني الخامس المنعقد عام 1922 .
-	المؤتمر العربي الفلسطيني السابع المنعقد عام 1928 .
-	المؤتمر الإسلامي للدفاع عن المسجد الأقصى والأماكن الإسلامية المقدسة المنعقد عام 1928.

## وفاته
توفي عام 1929 حيث اقيمت له جنازة عظيمة حضرها الشاعر الفلسطيني الكبير إبراهيم طوقان والذي رثاه في ذلك الوقت بأبيات شعرية لازالت مكتوبة على قبره لغاية اليوم في مقبرة جنين الشرقية.